# Двупери риби
 Тази статия е за семейството риби.  За рода вижте Двупери риби (род).  
Двуперите риби (Acropomatidae) са семейство актиноптери от разред Бодлоперки (Perciformes).
Таксонът е описан за пръв път от Тиъдър Гил през 1893 година.

## Родове
- Acropoma
- Apogonops
- Caraibops
- Doederleinia
- Kaperangus
- Malakichthys
- Neoscombrops
- Parascombrops
- Synagrops – Двупери риби
- Verilus